# Hippotion boerhaviae
Hippotion boerhaviae là một loài Sphingid moth trong họ Sphingidae.

## phân phát
Nó được tìm thấy ở Sri Lanka, Ấn Độ, Nepal, Thái Lan, tây nam Trung Quốc (Hong Kong và Quảng Đông), Việt Nam, Indonesia, Philippines, miền đông Úc và Nouvelle-Calédonie.

## miêu tả
Sải cánh dài 50–68 mm.

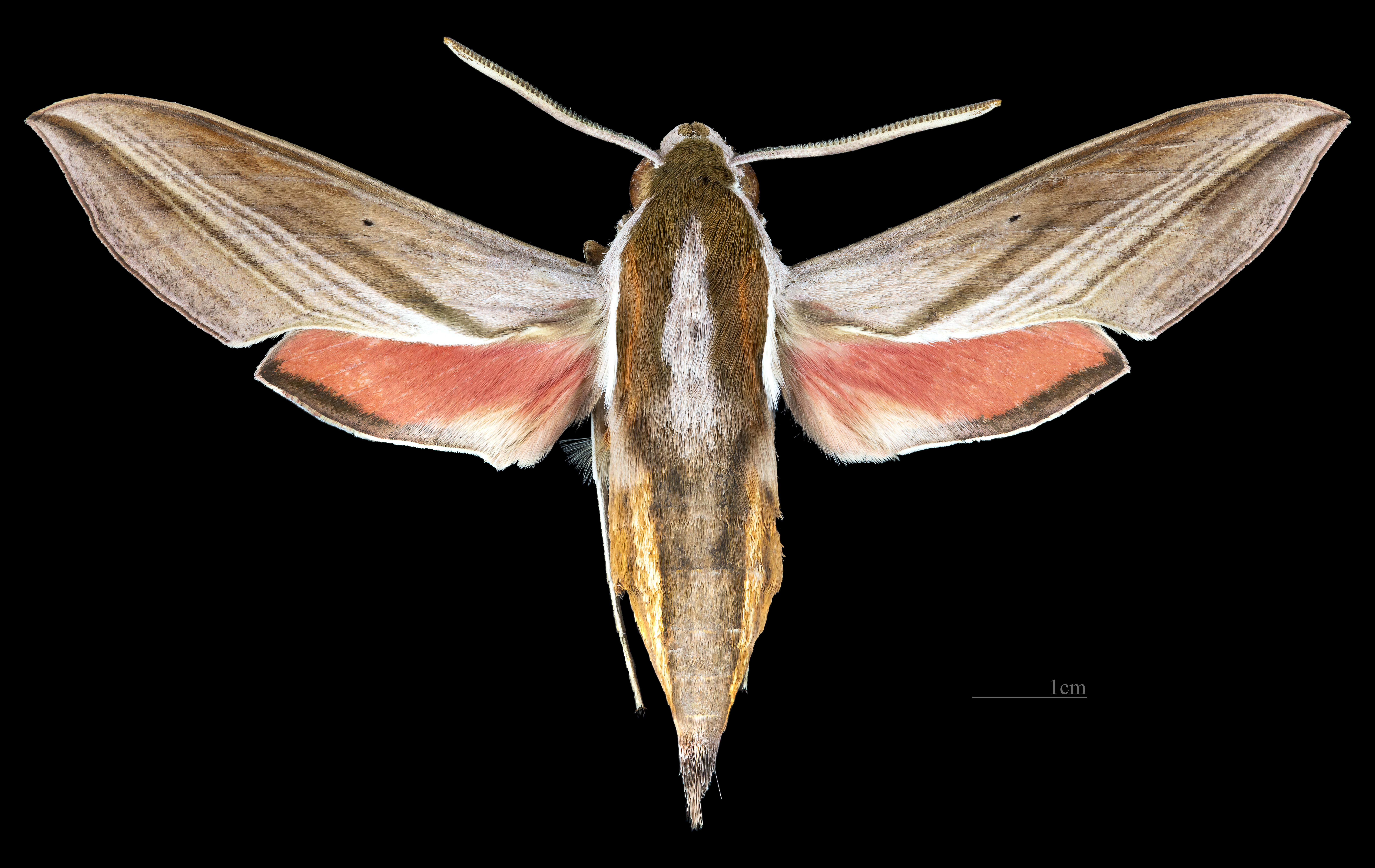
Hippotion boerhaviae ♀
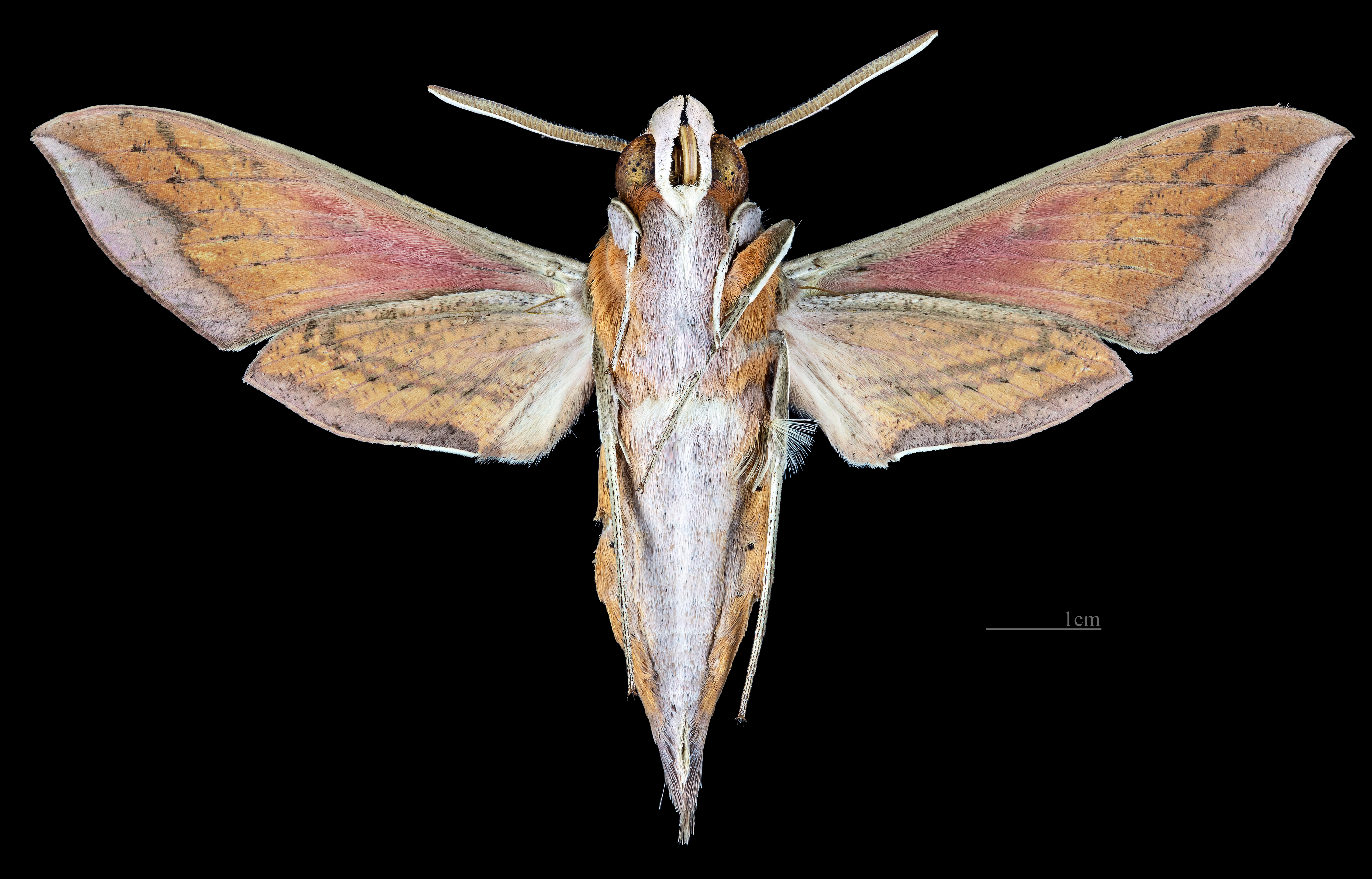
Hippotion boerhaviae ♀ △

## sinh học
Ấu trùng ăn chủ yếu là các loài Oldenlandia và Spermacoce (bao gồm Spermacoce stricta và Spermacoce hispida), but have also been recorded on Impatiens, Glossostigma spathulatum, Boerhavia repens và Boerhavia diffusa.